# 追踪曲线

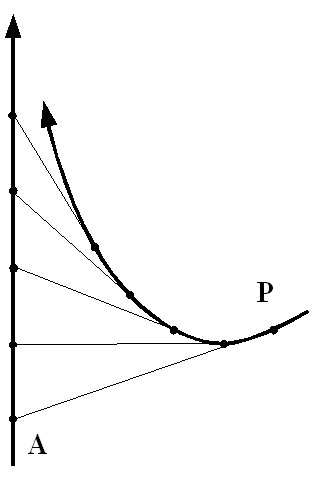
簡單的追蹤曲線

追踪曲线（Pursuit curve）是由追踪特定曲線軌跡一個或多個點所形成的曲線。追踪曲线中有類似被追踪者及追踪者的角色，追踪者形成的曲線即為追踪曲线。
若被追踪曲线及追踪曲线都可以用時間來參數化表示，被追踪曲线的軌跡會恆在追踪曲线的切線上。假定追踪曲线為F(t)，被追踪曲线為L(t)，針對每個t及F′(t) ≠ 0，存在x使得
{\displaystyle L(t)=F(t)+xF^{\prime }(t)\,}。

## 歷史

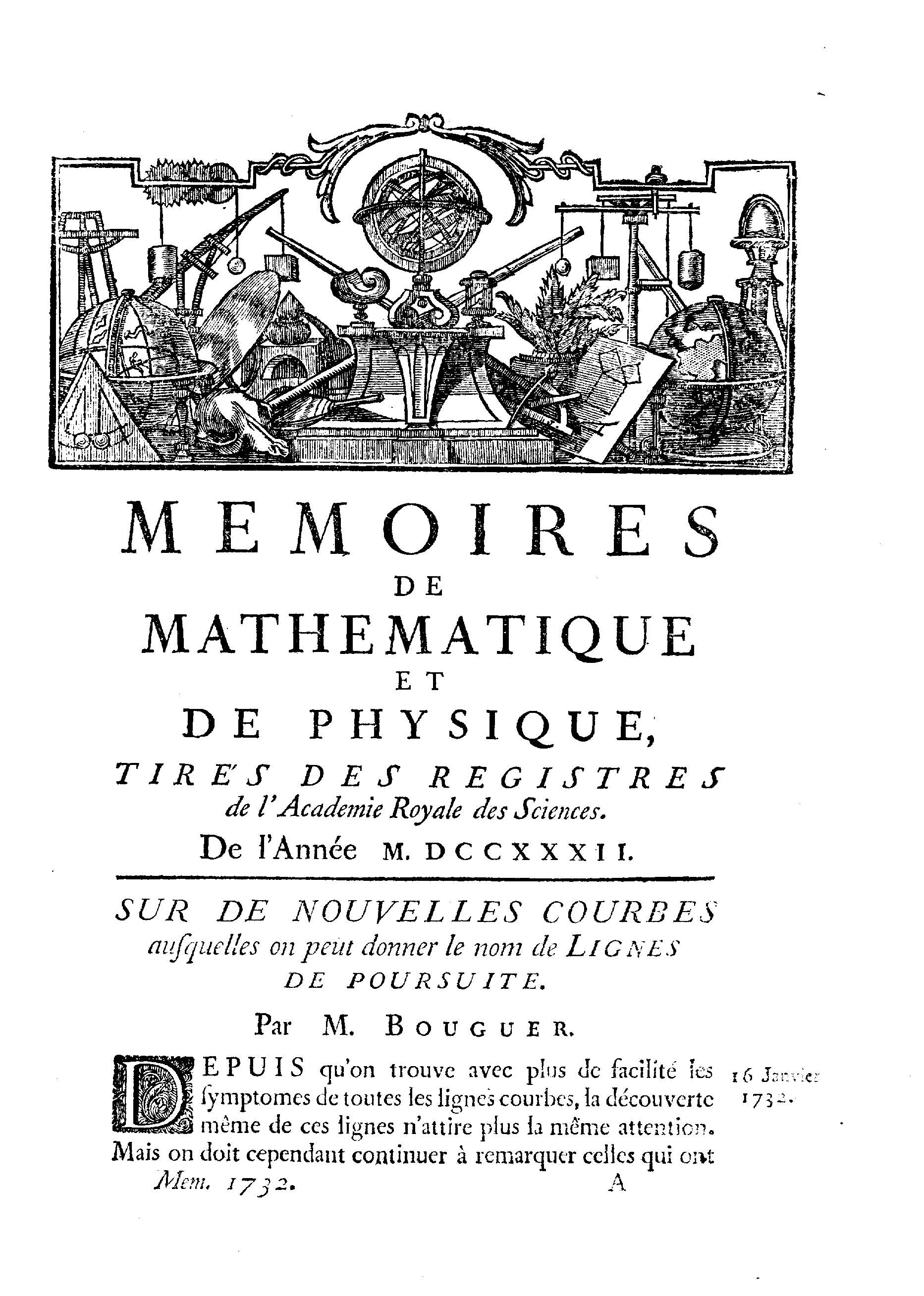
皮埃爾·布蓋1732年探討追踪曲线的論文

最早研究追踪曲线的是皮埃爾·布蓋，在1732年有關導航的論文中提到。布蓋定義了追踪曲线，要找到船隻在追踪其他船隻時要如何操縱。
有些人會將列奥纳多·达·芬奇視為第一個研究追踪曲线的人。不過Paul J. Nahin追蹤十九世紀末以後的資料，沒有找到此一作法的證據。

## 單一追踨曲線

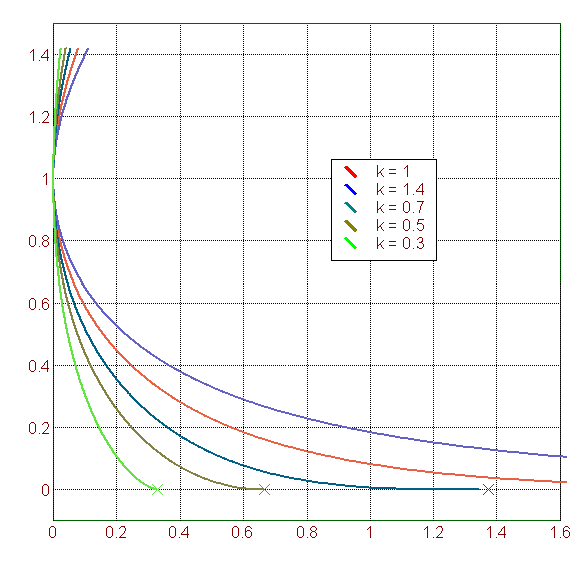
不同參數的追踨曲線

若被追追踨曲線的軌跡是等速運動的直線，單一追踨曲線的軌跡為Radiodrome。是以下微分方程的解
1+y' ² = k² (a−x²) y" ²。

## 多重追踨曲線

由正方形的四個頂點展開的追踨曲線（n=4的老鼠問題）

典型的多重追踨曲線是在正多邊形頂點上的多個點，每個點又是追蹤相鄰頂點軌跡的追踨曲線，也被另一邊的相鄰頂點所追蹤。這就是老鼠問題。

## 外部連結
- Mathworld （页面存档备份，存于）, with a slightly narrower definition that |L′(t)| and |F′(t)| are constant
- MacTutor Pursuit curve （页面存档备份，存于）